# Csolt nemzetség

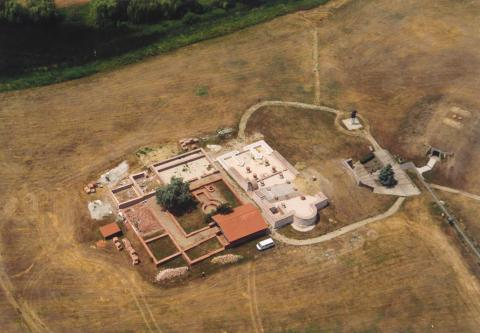
A Csolt-nemzetség egykori monostora Vésztőn.

A Csolt nemzetség ősei a 9. század végén, 10. század eleje körül vették birtokba a mai Békés vármegye területét. A nemzetség őse Vata, Békés vármegyei főúr volt, az 1046 évi Vata féle pogánylázadás vezére.

## Története
A honfoglalás idején Békés vármegye területét birtokba vevő Csolt nemzetség első ismert tagja Vata volt. Neve az 1046 évi úgynevezett pogánylázadás-ról lett ismertté.
A lázadást Péter király feudalizmust és a latin ritusú kereszténységet megvalósítani akaró törekvése váltotta ki, a lázadást azonban leverték.
A Csoltok történetének következő másfél évszázadát homály fedi. A Csolt nemzetség több ágra szakadva az ország különböző területein élt: 
A Csolt nemzetségbeliek uralta hegy- és dombvidéken, a meszesi kapun át vezető sóút kétfelé ágazásánál jött létre Kraszna vármegye, melyet még Szent István király alapított az első szervezéskor, a 10–11. század fordulója körül, a hasonló nevű vár környékén, amely valahol Somlyó, Perecsen és Ráton között feküdt. Ispánját, Jánost 1164 körül említik, a vár szervezetét pedig az 1213–1219 közötti évekből ismerjük a Váradi regestrumból. Az okiratban ispánja és udvarbírója mellett felsorolják várjobbágyait, ezek fejét, a hadnagyot, a várnagyot, a száznagyokat, valamint a várnépeket.
Ez időben Kraszna várához Badacsony, Bagos, Kerestelek, Horvát és Csizér település tartozott. A vármegye területén esperesség alakult a gyulafehérvári római katolikus püspökség irányítása alá rendelve.
A Csoltok birtokaihoz tartozott még Szilágysomlyó, Somlyó (Vatasomlaja), Somlyóújlak, Csehi, Győrtelek és Perecsen. 
A Csoltok a 13. század végéig birtokolták a Kraszna völgyét, ekkor a Rátót nemzetségbeli Loránd nádor és a Pok nemzetségbeli Móricz királynéi udvarbíró vásárolták meg húsz márkáért.

## A nemzetségről fennmaradt adatok
1060-ban a Csoltoktól származó Vata fia Janus -ról van némi adat.
1213-ban a család egyik ágának Gyulának a neve tűnik föl, mint a Kraszna vármegyei Kórógy birtokosa.
1216-ban ugyancsak e Gyula volt a király küldöttének Smaragd bírónak megbízott embere.
1221-ben Békés vármegye területén tűnik fel ismét a nemzetség egyik tagja: "Solt filium Solt" (Csolt fia Csolt) alakban.

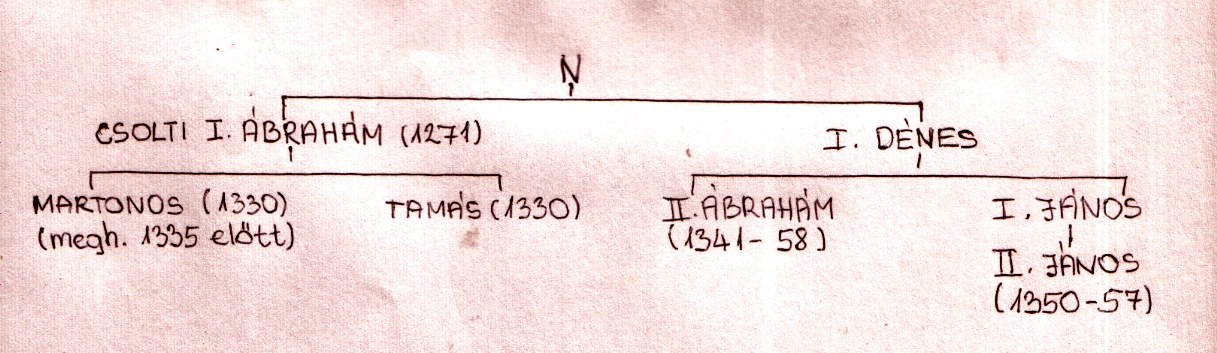
A Csolt nemzetség családfája

Később a 14. században bukkannak fel újra a nemzetség leszármazottai, Ábráhamfiak néven, a Csolt nemzetség monostorának kegyuraiként.

## A nemzetségből származó ismertebb családok

### Ábrámfy család
Az Ábrámfy- vagy más írásokban Ábránfy- vagy Ábránffy család a Csolt nemzetségből veszi eredetét. A család első ismert őse Csolti I. Ábrahám volt.
II. Ábrahám, I. Dénes fia 1341 és 1358 körül élt. Tőle származik a Gerlay Ábránfy család, melynek neve Ábrámfy, Ábránfy vagy Abrahámfy formában is feltünt. E család hajdan Bihar és Békés vármegye birtokosa volt, de birtokukban volt többek között az arad vármegyei Keszend, és 1471 körül Agyagbel, Kisagyagbel, Selestje, Bavara, Albosfalva, Korcsomarosfalva, Eperjes Kerva, Albospataka is.
- A család tagjai közül ismert volt még Ábrámfy Sebestyén és Péter, akik Békés vármegyét képviselték az 1505 évi híres rákosi országgyűlésen.
- Ábrámfy Boldizsár 1552-ben Biharban, Szécsi-kedden volt birtokos.
- Ábrámfy Katalin, bodrogi és magyari Zelek Benedeknek neje, e Benedek 1563-ban gyulavári kapitány volt.